# Epoche (astronomie)
Een epoche is een bepaalde tijdsperiode waarin de hemelcoördinaten van een hemellichaam met voldoende nauwkeurigheid als constant kunnen worden beschouwd; deze coördinaten veranderen namelijk door de precessiebeweging van de aarde, en in geval van planeten en andere objecten in het zonnestelsel ook nog eens door hun eigenbeweging. 
De standaardepoche is de referentie waarmee de coördinaten van de vaste sterren vastgelegd worden.
Ieder jaar verschuift de hemelpool een stukje en verschuift het lentepunt (het nulpunt van de rechte klimming) met 50,29 boogseconden. Door dit verschuivende coördinatenstelsel moeten de posities van "vaste" hemellichamen periodiek omgerekend worden.
Het is gebruikelijk dat de standaardepoches per 50 jaar opschuiven, vanaf 1984 worden de hemelcoördinaten voor standaardepoche 2000 aangegeven. J2000 is de toestand van 1 januari 2000 12:00 UTC. Waarschijnlijk zullen rond 2025 stercatalogi en andere bronnen beginnen met het gebruiken van epoche J2050. Vroeger toegepaste epochen waren B1875, B1900, en B1950.
Voor hemellichamen met een eigenbeweging wordt nog een epoche aangegeven, namelijk die waarvoor de positie geldig is. Het kan dus gebeuren dat in een tabel met gegevens twee epochen tegelijkertijd geldig zijn, de standaardepoche die als referentie voor de toegepaste coördinaten geldt, en de epoche waarvoor de gegevens zelf geldig zijn. Een tabel voor de posities van de planeet Jupiter kan voor iedere dag in 2005 de positie geven (dit zijn dus 365 epoches), uitgedrukt in coördinaten voor standaardepoche J2000.